# Plectoderes montana
Plectoderes montana är en insektsart som först beskrevs av  1904.  Plectoderes montana ingår i släktet Plectoderes och familjen vedstritar. Inga underarter finns listade i Catalogue of Life.